# Ksileni
Ksileni so nevarna organska topila, ki se uporabljajo v industriji, predvsem petro kemiji in gradbeništvu. So snovi, ki so dodane raznim premazom. Snovi so vnetljive, ter v stiku škodljivo vplivajo na okolje in človeško telo. Posebno nevarnost predstavljajo kot onesnaževalci okolja. Predvsem nevarne, z vidika vpliva na zdravje ljudi, so posledice v primeru onesnaženja podtalnic. Vzorci podtalnic se zato kontrolirajo z rednimi nadzori tudi na to snov. Te kontrole opravlja Zavod Republike Slovenije za okolje.

## Ugotovitve o nevarnih lastnostih
Snov je zdravju škodljiva pri vdihavanju in v stiku s kožo. Draži oči in kožo.

## Ukrepi za prvo pomoč
Hlapi ksilena imajo v visokih koncentracijah narkotičen učinek, delujejo na živčni sistem in dražijo sluznice. V primeru slabega počutja je nujno poiskati zdravniško pomoč. 
Vdihovanje
Ponesrečenca je treba nemudoma premestiti na svež zrak in poskrbeti da mu je dovolj toplo in je nameščen v udobni legi. Če je dihanje ustavljeno, je treba ponesrečencu takoj dajati umetno dihanje. Če se pojavi izguba zavesti se ponesrečenca namesti v bočni položaj in njegovo lego stabilizira. Takoj je treba poskrbeti za zdravniško pomoč. Prepovedano je ponesrečencu dajati karkoli v usta.
Zaužitje
Prepovedano je izzivanje bruhanja. Ponesrečenec naj popije kozarec vode in čim bolj počiva, priskrbeti mu je treba čimprejšnjo zdravniško pomoč.
Stik s kožo in očmi
Pri politju tekočine je treba takoj odstraniti s telesa vso namočeno obleko, ter kožo izmiti z milom in vodo. Če draženje ne preneha je treba poiskati zdravniško pomoč. Nikakor se kože ne sme izpirati s kakršnimi, koli topili , razredčili ali razkužili.
V kolikor pride ksilen v stik z očmi, je treba najprej poskrbeti za eventualno odstranitev leč, zatem pa odprto oko izpirati s tekočo vodo, najmanj 10 min.

## Ukrepi ob požaru
Posebne nevarnosti
Pri zgorevanju ksilenov in proizvodov, ki vsebujejo ksilene, nastajajo nevarni produkti. Ti so predvsem dim, saje, CO - nepopolno zgorevanje in CO2. Negorljive posode, v katerih je obvezno hraniti snov, je treba ob požaru hladiti s hladno vodo, predvsem pa jih, čim prej odstraniti iz območja požara. Odpadna onesnažena voda mora biti odstranjena skladno s predpisi o odpadkih.
Primerna sredstva za gašenje
Gašenje je dovoljeno le s suhim kemičnim prahom CO2, alkoholno obstojno peno, peskom ali zemljo, možno je tudi gašenje z vodno meglo, nikakor pa ni primerno gašenje z vodnim curkom.
Posebna zaščitna oprema za gasilce
Ker pri gorenju nastajajo strupeni plini, ki povzročajo zdravstvene težave, je pri gašenju teh snovi, treba uporabljati zaščitne maske z dihalnim aparatom z avtonomnim izvorom zraka.

## Ukrepi ob nezgodnih izpustih
V primeru razlitja je treba snov zajeziti in jo pomešati z absorpcijskimi sredstvi, kot na primer zemljo, žaganjem, drobljeno glino, ipd... Ta odpad se skrbno shrani in odstrani, skladno s predpisanimi postopki poglavja 13. 
Če je treba snov črpati, je obvezno uporabiti eksplozijsko varne črpalke, mesto razlitja pa po končani odstranitvi nevarne snovi, dobro izprati z veliko količino vode.
Previdnostni ukrepi, ki se nanašajo na ljudi
Opozoriti vse ljudi na nevarnost in jih odstraniti z mesta nesreče, prav tako je treba opozoriti ljudi v bližnji okolici nesreče, saj se zaradi pihanja vetra lahko onesnaži tudi ta. Veter namreč lahko raznaša nevarne hlape, katerih vdihavanje je škodljivo, možna pa je tudi nevarnost širjenja požara. Pri intervenciji je treba upoštevati predpisana osebna zaščitna sredstva iz poglavja 8. ( zaščitna obleka, očala, nepremočljive rokavice in obutev, maska ).  
Ekološki zaščitni ukrepi
V primeru večjega razlitja je treba obvestiti pristojne organe. Istočasno pa je treba preprečiti nadaljnje iztekanje nevarne snovi. Potrebno je preprečiti odtekanje odpadne vode v površinske vode zaradi zaščite podtalnice, prav tako je nujno preprečiti iztok v kanalizacijo.

## Ravnanje z nevarno snovjo/pripravkom in skladiščenje
Ravnanje
Odstraniti je treba vse vire vžiga. Pri delu s snovjo pa je prepovedano kaditi in piti.
Proizvode se sme pretakati samo na, za to določenih in pravilno označenih ter opremljenih mestih.  Tekočina je vnetljiva, hlapi pa so težji od zraka in se širijo pri tleh. Zmes z zrakom je eksplozivna, tudi v praznih neočiščenih rezervoarjih.
Predpisana je oprema za osebno zaščito in rokovanje v skladu z varnostno tehničnimi predpisi. Izogibati se je treba kontaktu s kožo in očmi. Pare ali meglic se ne sme vdihavati.  Visoke koncentracije hlapov lahko povzročijo nezavest. V primeru nezgode je treba takoj poiskati zdravniško pomoč, pri čemer je pomembno, da je na voljo za vpogled originalna etiketa snovi ali pripravka. 
Skladiščenje
Snovi, ki vsebujejo ksilene, shranjujemo v originalnih in označenih embalažah, ki so predpisane za nevarne snovi. Embalaža mora biti dobro zaprta. 
Skladišče mora biti primerno, hladno, prezračevano, suho in ne sme biti izpostavljeno soncu. V skladišču morajo biti snovi ki vsebujejo ksilene ločene od močnih oksidantov, kislin, alkalij, predvsem pa od virov toplote in živil ali pijač.

## Nadzor nad izpostavljenostjo/varnost in zdravje pri delu
Tehnični ukrepi
Tehnični ukrepi na delovnem mestu so pomembni v smislu zagotavljanja zadostne prezračenosti prostorov, tako da je možna kontrola, da se ne preseže mejnih vrednosti izpostavljenosti.
Če je ta presežena je treba zaščititi dihala z uporabo dihalnega aparata. Odstraniti je treba vse vire vžigov, odvajanja statične elektrike in preprečiti možnosti iskrenja.
Mejna dovoljena izpostavljenosti v 8 urnem delavniku je predpisana v Pravilniku o varovanju delavcev pred tveganji zaradi izpostavljenosti kemičnim snovem pri delu.
Za zaščito dihal
Potrebno se je izogibati vdihavanju hlapov in obvezno nositi zaščitna sredstva za višje koncentracije (nad MDK, uporabiti dihalni aparat z rjavim filtrom A ). Za dolgotrajnejšo izpostavo uporabiti lokalno ventilacijo.
Za zaščito rok
Uporabljajo se rokavice iz neoprena, priporoča se tudi uporabo kreme za roke.
Za zaščito oči
Obvezna uporaba zaščitnih očal s stransko zaščito ali maska.
Za zaščito telesa
Uporabljajo se antistatična oblačila iz naravnih vlaken. Delovno obleko je treba pogosteje prati.

## Fizikalne in kemijske lastnosti
Snov je brezbarvna z aromatskim vonjem. Vrelišče ima pri 137 - 143ºC, plamenišče pri 24ºC in samovžigališče pri 494ºC.
Je netopna v vodi in stabilna snov.
Hlapi ksilenov lahko tvorijo eksplozivno mešanico (močni oksidanti, koncentrirana žveplova kislina, žveplo, nekatere plastične snovi, guma,...). Pri zgorevanju nastajajo CO2, CO, dim,...

## Toksikološki podatki
Akutni učinki
- oralni: LD 50 (podgana), 4,3 g/kg; LD 50 (miš), 1590 mg/kg
- dermalni test: OECD 402 (akutna dermalna toksičnost) - nestrupen; OECD 404( primarno draežnje kože) - ni dražilnega učinka k = 500mg; OECD 405 (prim.draženje oči ob neponovljivi aplikaciji k = 100 mg, minimalni dražilni učinek na sluz. oči
- inhalacijski: hlapi ksilena narkotično učinkujejo na živčni sistem. Akutni znaki pri izpostavi hlapom so utrujenost, omotica, močno bitje srca, astma,, nemirnost in bruhanje.V hujših primerih je možna izguba zavesti.
- kronična toksičnost: je zastrupitev ki se odraža kot živčne motnje npr., zaspanost, glavoboli, prebavne motnje in dražilni učinki na koži.
- preobčutljivost: pri občutljivejših osebah lahko povzroča dermatitis.
- mutagenost: po rezultatih testov OECD (471, 474, 482), izdelek ne povzroča mutagenih učinkov.

## Ekotoksikološki podatki
Mobilnost
V primeru izpustitve v atmosfero se parna faza ksilena razgradi s hidroksilnimi radikali. Razpolovni čas je 1-2 dni. V primeru izpusta v zemljo, pride do hitrega izhlapevanja zaradi velike mobilnosti.
Ekotoksičnost
Škodljivo je za vodne organizme in sicer LC 50 za ribe (96 ur), 13,5 - 42 mg/l
Razgradljivost
Obstajajo standardni testi za razgradnjo ksilena v različnih medijih (odpadni vodi, blatu, morski vodi,...).
Bioakumulacija
Bioakumulacije ni pričakovati v vodnih organizmih.